# William Charles Lambe
Pour les articles homonymes, voir Lambe.
William Charles Lambe, plus connu comme Billy Lambe, né en 1877 à Londres et mort en août 1951 à St Leonards-on-Sea, Hastings, est un footballeur et entraîneur anglais du début du XXe siècle. Il jouait au poste de milieu de terrain.

## Biographie
Billy Lambe joue au football et au cricket dans des clubs tels que Swanscome Tigers FC, Woolwich Arsenal et Tunbridge Wells Rangers. 
En janvier 1912, il rejoint le FC Barcelone alors qu'il est déjà âgé de 35 ans. Il joue son premier match officiel avec le Barça le 14 janvier 1912 face à Numància en championnat de Catalogne. Il joue son dernier match officiel le 10 mars 1912 face au RCD Español en Coupe des Pyrénées.
Il semble qu'il soit le premier étranger du club à toucher un salaire car en plus il exerçait la fonction d'entraîneur. D'après les dernières études historiques, Lambe est le premier entraîneur officiel du Barça.

## Palmarès
Avec le FC Barcelone :
- Vainqueur de la Coupe des Pyrénées en 1912.